# Nyctibatrachus
Nyctibatrachus és un gènere de granotes de la família Nyctibatrachidae.

## Taxonomia
- Nyctibatrachus aliciae (Inger, Shaffer, Koshy & Bakde, 1984).
- Nyctibatrachus beddomii (Boulenger, 1882).
- Nyctibatrachus deccanensis (Dubois, 1984).
- Nyctibatrachus humayuni (Bhaduri & Kripalani, 1955).
- Nyctibatrachus karnatakaensis (Dinesh, Radhakrishnan, Reddy & Gururaja, 2007).
- Nyctibatrachus kempholeyensis (Rao, 1937).
- Nyctibatrachus major (Boulenger, 1882).
- Nyctibatrachus minimus (Biju i cols., 2007).[1]
- Nyctibatrachus minor (Inger, Shaffer, Koshy & Bakde, 1984).
- Nyctibatrachus sanctipalustris (Rao, 1920).
- Nyctibatrachus sholai (Radhakrishnan, Dinesh & Ravichandran, 2007).[2]
- Nyctibatrachus sylvaticus (Rao, 1937).
- Nyctibatrachus vasanthi (Ravichandran, 1997).